# Bulbophyllum maijenense
Bulbophyllum maijenense är en orkidéart som beskrevs av Rudolf Schlechter. Bulbophyllum maijenense ingår i släktet Bulbophyllum och familjen orkidéer. Inga underarter finns listade i Catalogue of Life.